# Gieog
Gieog, także jako Memory (kor. 기억, MOCT: Gieog) – południowokoreański serial telewizyjny z 2016 roku transmitowany na antenie tvN. Główne role odgrywają Lee Sung-min, Kim Ji-soo oraz Park Jin-hee. Serial emitowany był od 18 marca do 7 maja 2016 roku w każdy piątek i sobotę o 20:30, liczy 16 odcinków.
Serial powstał z okazji 10-lecia istnienia stacji tvN.
W 2018 roku wyemitowano dwunastoodcinkowy japoński remake serialu, zatytułowany Kioku (jap. 記憶). 30 stycznia 2020 roku amerykańska firma Kapital Entertainment zapowiedziała powstanie remake'u w Stanach Zjednoczonych. Serial będzie emitowany w sieci kablowej Showtime i zostanie wyprodukowany przez Aarona Kaplana, ze scenariuszem Michaela Saltzmana.

## Opis fabuły
Park Tae-suk (Lee Sung-min) jest prawnikiem w poważanej firmie, u którego zostaje zdiagnozowana Choroba Alzheimera. Mężczyzna postanawia wykorzystać pozostały mu czas, aby zostać obrońcą w ostatniej prowadzonej przez siebie sprawie. W międzyczasie uczy się doceniać swoje życie i otaczających go ludzi. 

## Obsada

### Główna
- Lee Sung-min jako Park Tae-suk
- Kim Ji-soo jako Seo Yeong-joo
- Park Jin-hee jako Na Eun-sun

### Postacie drugoplanowe
- Lee Jun-ho jako Jung Jin
- Yoon So-hee jako Bong Sun-hwa
- Lee Ki-woo jako Shin Young-jin
- Ban Hyo-jung jako Kim Soon-hee (matka Tae-suka)
- Jang Gwang jako Park Chul-min (ojciec Tae-suka)
- Park Joon-geum jako Jang Mee-rim
- Nam Da-reum jako Park Jung-woo
- Kang Ji-woo jako Park Yeon-woo
- Jeon No-min jako Lee Chan-moo
- Moon Sook jako Hwang Tae-sun
- Song Seon-mi jako Han Jung-won
- Song Sam-dong jako Kim Je-hoon
- Heo Jung-do jako Kang Yoo-bin
- Yeo Hoe-hyun jako Lee Seung-ho
- Choi Duk-moon jako Joo Jae-min
- Kim Min-sang jako Joo Sang-pil
- Yoon Kyung-ho jako Kim Chang-soo
- Lee Jung-gil jako Shin Hwa-sik
- Park Joo-hyung as Cha Won-suk
- Song Ji-in jako Yoon Sun-hee

## Ścieżka dźwiękowa
Ścieżka dźwiękowa serialu Gieog.
| 기억 OST Part 1 | 기억 OST Part 1                                          | 기억 OST Part 1 | 기억 OST Part 1 |
| Nr              | Tytuł utworu                                             | Wykonawca       | Długość         |
| --------------- | -------------------------------------------------------- | --------------- | --------------- |
| 1.              | „If You Love Again” (kor. 다시 산다면)                   | Kim Feel (김필) |                 |
| 2.              | „If You Love Again (Instr.)” (kor. 다시 산다면 (Instr.)) | Kim Feel (김필) |                 |

| 기억 OST Part 2 | 기억 OST Part 2                      | 기억 OST Part 2  | 기억 OST Part 2 |
| Nr              | Tytuł utworu                         | Wykonawca        | Długość         |
| --------------- | ------------------------------------ | ---------------- | --------------- |
| 1.              | „Gift” (kor. 선물)                   | Insooni (인순이) |                 |
| 2.              | „Gift (Instr.)” (kor. 선물 (Instr.)) | Insooni (인순이) |                 |

| 기억 OST Part 3 | 기억 OST Part 3                                    | 기억 OST Part 3          | 기억 OST Part 3 |
| Nr              | Tytuł utworu                                       | Wykonawca                | Długość         |
| --------------- | -------------------------------------------------- | ------------------------ | --------------- |
| 1.              | „Spring, Memory” (kor. 봄, 추억)                   | Jung Joon-young (정준영) |                 |
| 2.              | „Spring, Memory (Instr.)” (kor. 봄, 추억 (Instr.)) | Jung Joon-young (정준영) |                 |

| 시그널 OST Part 4 | 시그널 OST Part 4             | 시그널 OST Part 4      | 시그널 OST Part 4 |
| Nr                | Tytuł utworu                  | Wykonawca              | Długość           |
| ----------------- | ----------------------------- | ---------------------- | ----------------- |
| 1.                | „More Than A Memory”          | Kim Kyung-hee (김경희) |                   |
| 2.                | „More Than A Memory (Instr.)” | Kim Kyung-hee (김경희) |                   |

## Oglądalność
| No. | Data emisji | Oglądalność | Oglądalność |
| No. | Data emisji | AGB Nielsen | TNmS        |
| --- | ----------- | ----------- | ----------- |
| 1   | 2016.03.18  | 3,806%      | 3,2%        |
| 2   | 2016.03.19  | 3,359%      | 3,2%        |
| 3   | 2016.03.25  | 2,423%      | 3,6%        |
| 4   | 2016.03.26  | 2,937%      | 2,4%        |
| 5   | 2016.04.01  | 2,869%      | 2,6%        |
| 6   | 2016.04.02  | 2,162%      | 1,7%        |
| 7   | 2016.04.08  | 2,565%      | 2,7%        |
| 8   | 2016.04.09  | 2,965%      | 1,9%        |
| 9   | 2016.04.15  | 2,900%      | 2,4%        |
| 10  | 2016.04.16  | 3,004%      | 2,7%        |
| 11  | 2016.04.22  | 2,462%      | 2,2%        |
| 12  | 2016.04.23  | 3,076%      | 1,9%        |
| 13  | 2016.04.29  | 2,981%      | 2,4%        |
| 14  | 2016.04.30  | 2,750%      | 1,7%        |
| 15  | 2016.05.06  | 2,881%      | 2,4%        |
| 16  | 2016.05.07  | 3,619%      | 2,4%        |

## Nagrody i nominacje
| Rok  | Nagroda                | Kategoria                   | Wynik   |
| ---- | ---------------------- | --------------------------- | ------- |
| 2016 | 9th Korea Drama Awards | Hot Star Award (Lee Ki-woo) | Wygrana |